# Zapotal (San Ramón)
Zapotal è un distretto della Costa Rica facente parte del cantone di San Ramón, nella provincia di Alajuela.